# سعید حمیدیان
سعید حمیدیان (زادهٔ ۱۳۲۴ در تهران) استاد گروه زبان و ادبیات فارسی دانشگاه علامه طباطبایی است.

## زندگی
سعید حمیدیان در سال ۱۳۴۳ وارد دورهٔ کارشناسی زبان و ادبیات دانشگاه تهران شد و در سال ۱۳۴۷ همراه با کامران فانی، بهاءالدین خرمشاهی، قدمعلی سرامی و جواد برومند سعید با رتبه ممتاز به پایان رساند و از محضر استادان بزرگی چون عبدالحسین زرین‌کوب، ذبیح‌الله صفا، حسن مینوچهر، پرویز ناتل خانلری، بدیع‌الزمان فروزانفر، جلال‌الدین همایی و بهرام فره‌وشی بهره برد. 
در سال ۱۳۵۰ به‌عنوان نفر اول امتحانات ورودی در دورهٔ کارشناسی ارشد پذیرفته شد و این دوره را در سال ۱۳۵۲ با رتبهٔ ممتاز سپری کرد. در همین سال به عنوان نفر اول کنکور ورودی در دورهٔ دکتری زبان و ادبیات دانشگاه تهران پذیرفته شد. دورهٔ دکتری را در سال ۱۳۵۴ با دفاع از رساله‌ای تحت عنوان «تصحیح، تحشیه و تعلیق فرهنگ جعفری، تألیف محمد مقیم تویسرکانی (فرهنگ پارسی)» به راهنمایی استاد سید جعفر شهیدی به پایان رساند و موفق به اخذ درجهٔ دکتری با رتبهٔ عالی شد.

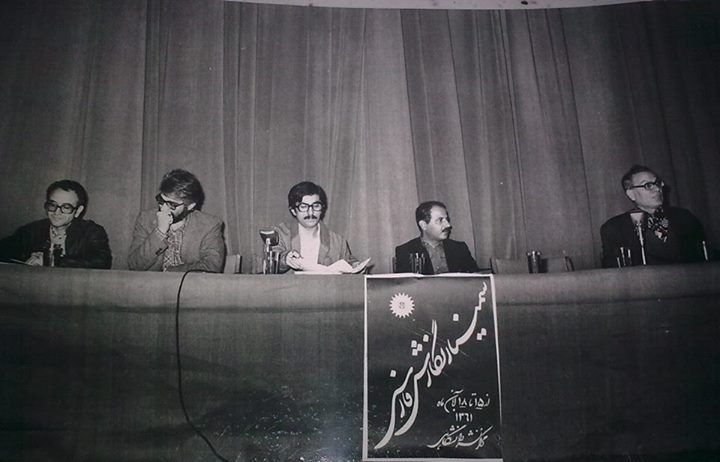
از راست: خسرو فرشیدورد، محمد طباطبایی، سعید حمیدیان، نصرالله پورجوادی و محمدرضا شفیعی کدکنی، سمینار نگارش فارسی، مرکز نشر دانشگاهی، ۱۳۶۱